# 𐤓
La roš (𐤓‏‏‏‏‏‏) es la vigésima letra del alfabeto fenicio. Representaba el sonido sonante, oral, vibrante y simple transliterado como /r/. De esta letra derivan la reš siríaca (ܪ), la reš hebrea (ר), la rāʾ árabe (ﺭ), la ro (Ρ) griega, la R latina y la Р cirílica.

## Historia
Significa literalmente «cabeza», proveniente en última instancia de la raíz protosemítica *raʾ(i)š.

### Origen
Generalmente se supone que la palabra resh proviene del ideograma de una cabeza, lo que en última instancia refleja el protosemita *raʾ(i)š-. El cognado semítico oriental de la palabra, rēš-, era una posible lectura fonética del signo cuneiforme sumerio para "cabeza" (SAG 𒊕 ,) en acadio.

### Evolución
En la mayoría de los alfabetos semíticos, la letra resh es bastante similar a la letra dalet. En el alfabeto siríaco, las letras se volvieron tan similares que ahora solo se distinguen por un punto: resh tiene un punto encima de la letra, y el dalet, por lo demás idéntico, tiene un punto debajo. En el alfabeto árabe, rāʼ tiene una cola más larga que dāl. En el alfabeto cuadrado arameo y hebreo, resh es un trazo único redondeado, mientras que dalet es un ángulo recto de dos trazos.
| Fenicio | Púnico | Arameo   | Arameo  | Arameo | Arameo    |
| Fenicio | Púnico | Imperial | Nabateo | Hatreo | Palmireno |
| ------- | ------ | -------- | ------- | ------ | --------- |
|         |        |          |         |        |           |

## Descendientes

### Alfabeto árabe
La letra se llama rāʾ راء en árabe. Se escribe de la misma formas independientemente de su posición en la palabra y no se une con la letra siguiente:
| Posición | Aislada | Final | Media | Inicial |
| -------- | ------- | ----- | ----- | ------- |
| Forma:   | ر       | ـر    | ـر    | ر       |

Puede representar una vibrante alveolar [r], vibbrante simple sonora [ɾ] o vibrante múltiple uvular [ʀ] (esta última sólo en muy pocos dialectos modernos). Se pronuncia como aproximante postalveolar [ ɹ̠ ] en el dialecto tradicional de Fez.

### Alfabeto hebreo
Su nombre hebreo es רֵישׁ resh. Representa una consonante rótica que tiene realizaciones diferentes según el dialecto:
- En hebreo israelí moderno, la pronunciación mayoritaria es de fricativa uvular sonora [ʁ].
- Los ashquenazi la pronuncian a veces como vibrante uvular [ʀ] o un vibrante alveolar [r].
- Los sefardíes y mizrajíes utilizar una vibrante alveolar [r], simple alveolar [ɾ] o múltiple [ʀ].

## Unicode
| Carácter      | ܪ                  | ܪ                  | ࠓ                     | ࠓ                     |
| ------------- | ------------------ | ------------------ | --------------------- | --------------------- |
| Unicode       | SYRIAC LETTER RISH | SYRIAC LETTER RISH | SAMARITAN LETTER RISH | SAMARITAN LETTER RISH |
| Codificación  | decimal            | hex                | decimal               | hex                   |
| Unicode       | 1834               | U+072A             | 2067                  | U+0813                |
| UTF-8         | 220 170            | DC AA              | 224 160 147           | E0 A0 93              |
| Ref. numérica | &#1834;            | &#x72A;            | &#2067;               | &#x813;               |

| Carácter      | 𐎗                     | 𐎗                     | 𐡓                            | 𐡓                            | 𐤓                      | 𐤓                      |
| ------------- | --------------------- | --------------------- | ---------------------------- | ---------------------------- | ---------------------- | ---------------------- |
| Unicode       | UGARITIC LETTER RASHA | UGARITIC LETTER RASHA | IMPERIAL ARAMAIC LETTER RESH | IMPERIAL ARAMAIC LETTER RESH | PHOENICIAN LETTER ROSH | PHOENICIAN LETTER ROSH |
| Codificación  | decimal               | hex                   | decimal                      | hex                          | decimal                | hex                    |
| Unicode       | 66455                 | U+10397               | 67667                        | U+10853                      | 67859                  | U+10913                |
| UTF-8         | 240 144 142 151       | F0 90 8E 97           | 240 144 161 147              | F0 90 A1 93                  | 240 144 164 147        | F0 90 A4 93            |
| Ref. numérica | &#66455;              | &#x10397;             | &#67667;                     | &#x10853;                    | &#67859;               | &#x10913;              |